# Мишко + Машка
«Мишко + Машка» — мальований анімаційний фільм 1964 року Творчого об'єднання художньої мультиплікації студії Київнаукфільм. 

## Сюжет
Негоже дорослим сваритись через дрібниці. На жаль, в житті часто саме так трапляється.

## Творча група
- Автор сценарію: Олександр Каневський
- Режисер-постановник: Іполит Лазарчук
- Художник-постановник: Євген Сивокінь
- Композитор: Антон Муха
- Оператор: Григорій Островський
- Звукооператор: Р. Пекар
- Редактор: Тадеуш Павленко
- Художники-мультиплікатори: В. Гончаров, Я. Горбаченко, Володимир Дахно, В. Дьомкін, А. Жуковський, Л. Телятников, Н. Чернова

## Дивись також
- Фільмографія ТО художньої мультиплікації студії "Київнаукфільм"